# Kerk van Doezum
De kerk van Doezum (ook wel Vituskerk of Sint Vituskerk) is een oude tufstenen kerk in de provincie Groningen. Het gebouw dateert uit de twaalfde eeuw en was oorspronkelijk gewijd aan Sint-Vitus.

## Beschrijving
De kerk staat centraal op het hoogste punt van het dorp Doezum. Om de kerk heen slingeren het Kerkplein en de Eesterweg die over De Eest tot aan 't Dorp loopt. Het gebouw valt op door de drie verschillende kleuren steen die zijn gebruikt. 

### Exterieur
Van de oorspronkelijk romaanse kerk resteert alleen nog de toren met een gedeeltelijk behouden gereduceerd westwerk. Dit deel van de kerk is opgetrokken in tufsteen met enkele blokken zandsteen. Aan de zuidkant gaat het schip iets verder door en neemt de zadeldaktoren daarmee op in het gebouw. In de zuidmuur en westermuur van de toren zitten boogfriezen. Zeer opmerkelijk zijn de twee blinde bogen met spitsboog en rondboog in de noordmuur van de toren en de drie dichtgemetselde ingangen in de zuidmuur van het schip annex toren. De toren heeft aan elke kant twee galmgaten, gescheiden door een deelzuiltje. Alleen aan de oostzijde zit een wijzerplaat. In het eerste kwart van de dertiende eeuw brak men de oostelijke muur van het tufstenen schip af en verlengde men de kerk met een bakstenen koor. In 1808 had een volgende ingrijpende verbouwing plaats. De noord- en zuidwand van het schip werden afgebroken en weer opgebouwd in baksteen, waarbij de nieuwe wanden voorzien werden van grote rondboogvensters. Ook het koor werd van dergelijke vensters voorzien. Tijdens een restauratie werden deze weer vervangen door gereconstrueerde romaanse vensters.

### Interieur
Dat het koor vijfzijdig gesloten is, kan aan de binnenkant niet gezien worden. In koorsluiting zitten nog drie kleine romaanse, rondboogvensters. De apsis is tot halverwege muurhoogte opgemetseld. Zo ontstond een basis waar het koepelgewelf op rustte. Dit opgemetselde apsis is geheel weggehaald uit de kerk van Marum. In het schip en de rest van het koor is het gewelf vervangen door blauw geschilderde trekbalken.
Tegen de zuidmuur is de preekstoel geplaatst. Deze geheel wit geverfde preekstoel met klankbord dateert uit 1829. Op de panelen van de preekstoel zijn vrouwelijke figuren afgebeeld. Naast de preekstoel hangt een rouwbord van Daniel Onno de Hertoge. Hij was een vervener uit Grootegast en woonde op de Feringe state.
Tegenover de preekstoel bevinden zich twee herenbanken naast een kleine deur (mogelijk priesteringang of noormannenpoortje). Op deze banken zijn koperen kandelaars gemonteerd die afkomstig zijn uit de kerk van Grootegast. Boven deze herenbanken hangen drie rouwborden. Deze zijn allemaal afkomstig van borgbewoners uit Lutjegast. Zo is het middelste bord afkomstig van Bernhard Johan van Prott († 1703) uit Lutjegast. Dit bord is versierd met helm, zwaard en speer. Dit verwijst naar zijn betrokkenheid bij de verdediging van Bourtange ten tijde van de Tweede Münsterse Oorlog in 1672.
In de kerk ligt ook nog een behoorlijk aantal grafzerken van voorname personen uit de omgeving van Doezum. Veel van de wapens op deze zerken worden gesierd door klaverbladeren. Dit herinnert aan hun agrarische achtergrond. Onder hen waren: 
- Harrit Bensema († 1612) was boer op de Bensemaheerd in het westen van Doezum. In 1643 kocht kapitein Polman de heerd van Fop Bentsema. Dit is tevens het oudste zerk.
- Amse Eewes († 1628) is verder een onbekend persoon. Het wapen op dit zerk is opvallend door een ridder met een zwaard boven het hoofd op de ene helft en twee uit het water oprijzende leeuwen op de andere helft.
- Weyt Sickema († 3 mei 1632) was grietman en woonde waarschijnlijk op de Ayckemaheerd (nu Eesterweg 40).
- Tjauck Iwema († 16 april 1639) was de vrouw van Weyt Sickema en een telg uit het oude Iwema-geslacht afkomstig uit Niebert.
- Johan Polman († 15 december 1653) was luitenant en hoveling op De Eest.
- Johan Polman is overleden op 19-jarige leeftijd en was de achterneef van de eerder genoemde Johan Polman.
- Meerten Harmens († 1715) was koopman en kerkvoogd van Doezum.
- Bernardus Idema is verder een onbekend persoon.
- Willem Jans († 16 januari 1795) was koopman en boekweitmulder en is overleden op een leeftijd van 79 jaar en 4 maanden. Dit is het laatste graf in de kerk.

## Orgel
Het kerkorgel werd in 1866 gebouwd door Groninger orgelbouwer Geert Pieters Dik (1799 - 1870) en is het enige orgel van zijn hand dat nog bestaat. Het werd in gebruik genomen op 10 juni 1866 en heeft één klavier. Hendrik Vegter uit Usquert was verantwoordelijk voor de onderhouds- en stemwerkzaamheden. In 1911 heeft Jan Doornbos uit Groningen het witgeschilderde orgel van een eikenbruine kleur voorzien. 1954 werd het orgel door Fa. M. Ruiter te Groningen  uit elkaar genomen voor restauratie van de kerk. Hans Faber uit Dokkum heeft het orgel weer opgebouwd. Het orgel werd zonder expertise onder handen genomen en was in de jaren 80 dan ook bijna onbespeelbaar geworden. In het begin van de jaren 90 werd het orgel weer hersteld door de firma Bakker & Timmenga uit Leeuwarden en werd het op 19 mei 1992 weer in gebruik genomen. Inmiddels is heeft het orgel zijn originele kleur weer terug en is het, op de orgelpijpen na, geheel wit. De orgelkast wordt omgeven door houtsnijwerk. Het oksaal wordt ondersteund door twee Dorische pilaren. 
De dispositie van het orgel:
| Manuaal C–f3   |    |
| Bourd          | 16 |
| Prest          | 8  |
| Holp           | 8  |
| Viola.d G      | 8  |
| Octv           | 4  |
| Fluit          | 4  |
| Quint          | 3  |
| Octv           | 2  |
| Fluit          | 2  |
| Flagiolet      | 1  |
| Carril 2 sterk |    |
| Piano-Forto    |    |

| Pedaal C–g0 |
| Aangehangen |

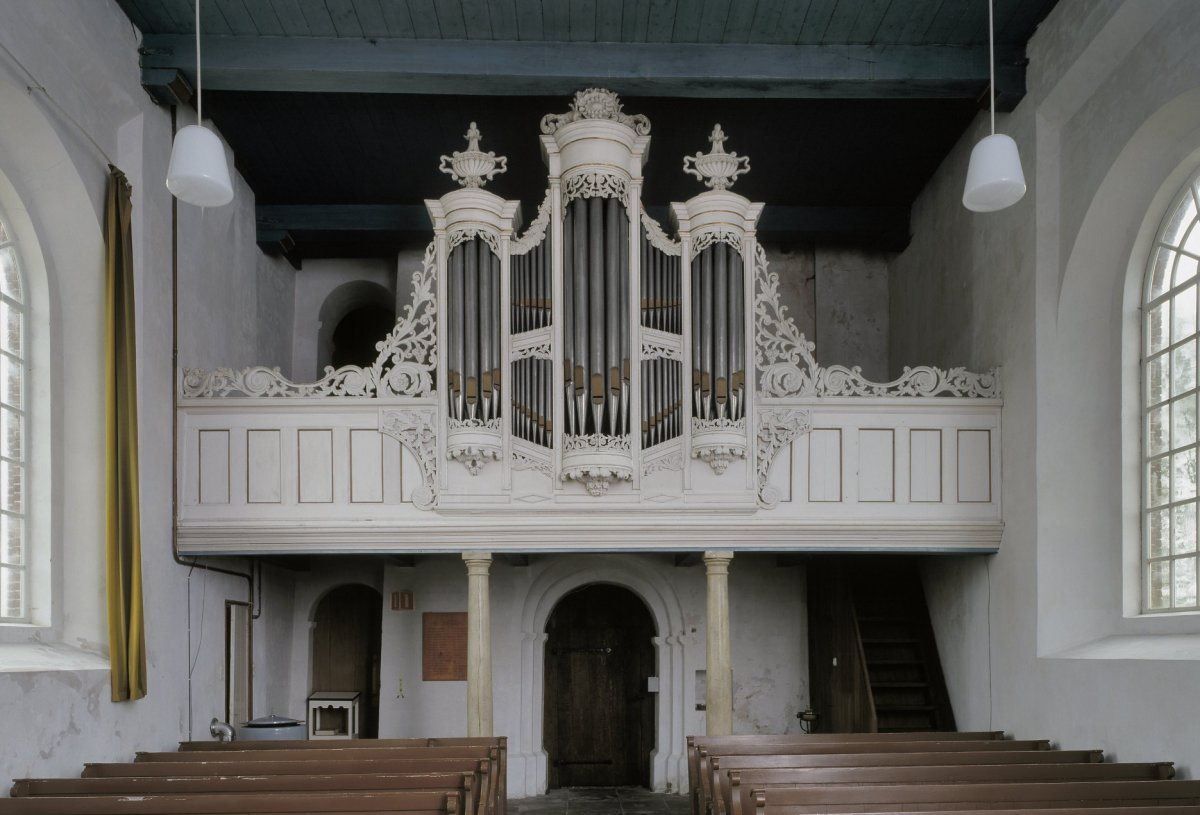
Orgel van G.P. Dik uit 1866
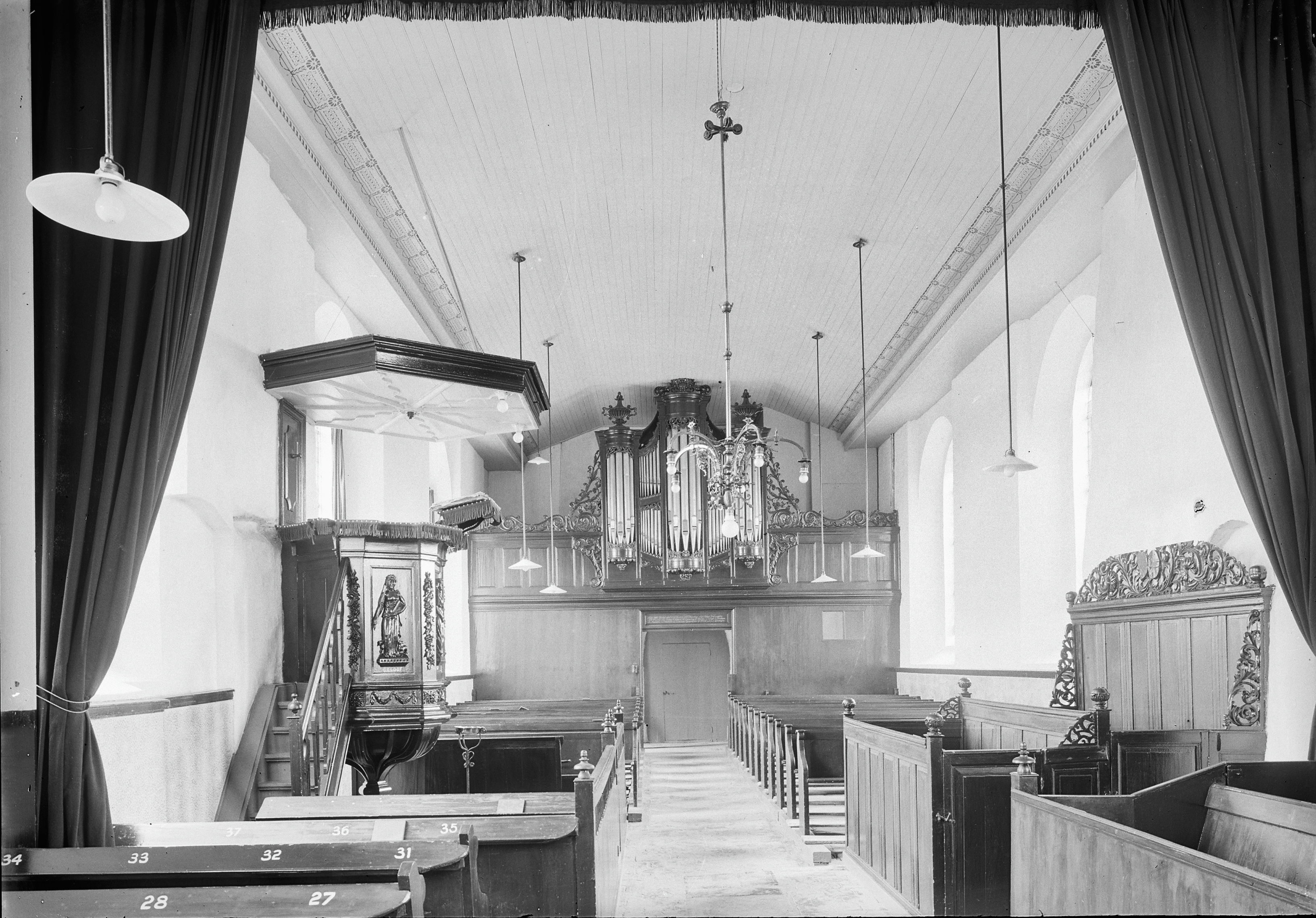
Het interieur van de kerk in 1942.
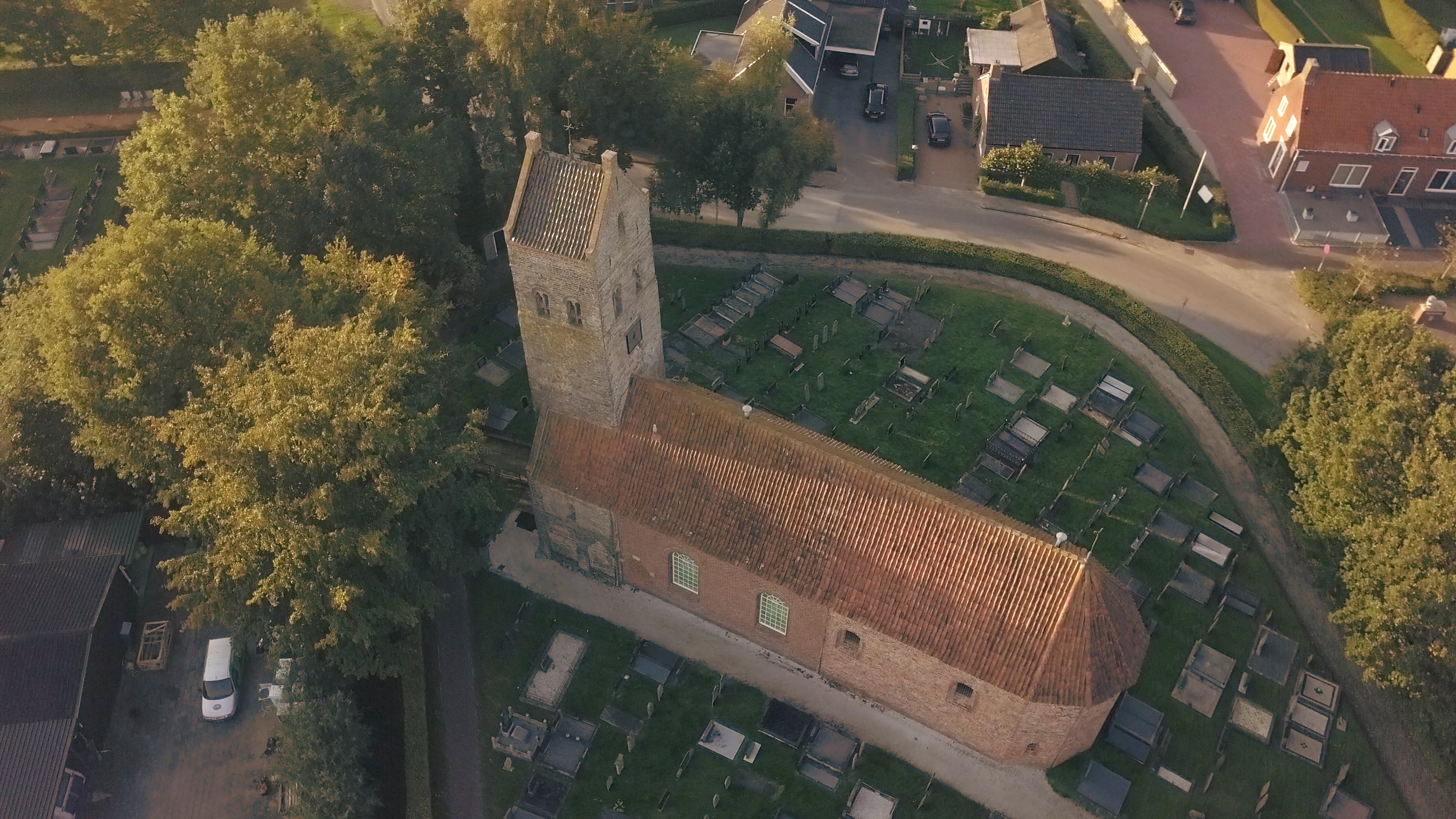
Luchtfoto van de kerk in 2017.